# Leptogaster unicolor
Leptogaster unicolor är en tvåvingeart som först beskrevs av Carl Ludwig Doleschall 1858.  Leptogaster unicolor ingår i släktet Leptogaster och familjen rovflugor. Inga underarter finns listade i Catalogue of Life.